# Wakefield (motorfiets)
Wakefield is een Brits historisch merk van motorfietsen.
De bedrijfsnaam was Wakefield Motor & Cycle-Works, The Arches, Clapham, London (1902-1905).
Wakefield was een Engels merk dat in 1902 begon met de bouw van motorfietsen met Minerva- en MMC inbouwmotoren. Dat duurde slechts enkele jaren.